# Zakiatou Djamo
Zakiatou Djamo épse Salé, née en 1958, est une femme politique camerounaise. Elle a servi dans le gouvernement en tant que contrôleur du trésor. Elle est élue sénatrice au Parlement du Cameroun en avril 2018.

## Biographie

### Débuts
Zakiatou Djamo est née vers 1958 dans le canton de Doumrou situé dans le département du mayo-kani (Kaélé), Région de l'Extrême-Nord du Cameroun. Elle est issue de la tribu Moundang. Lors du scrutin de 25 mars 2018, elle est élue sénatrice pour un mandat de 5 ans,.  

### Parcours politique
Elle commence sa carrière politique en 1985 en tant que présidente d’honneur de la section OFRDPC et membre titulaire du comité central du RDPC. À la suite de l'élection municipale de 1987, elle est élue 2ᵉ adjoint au Maire de Kaélé. En juillet 2022, elle devient conseillère du bureau exécutif du Réseau des alliances parlementaires camerounais pour la sécurité alimentaire et nutritionnelle (RAPACSAN).